# Lampa gazowa

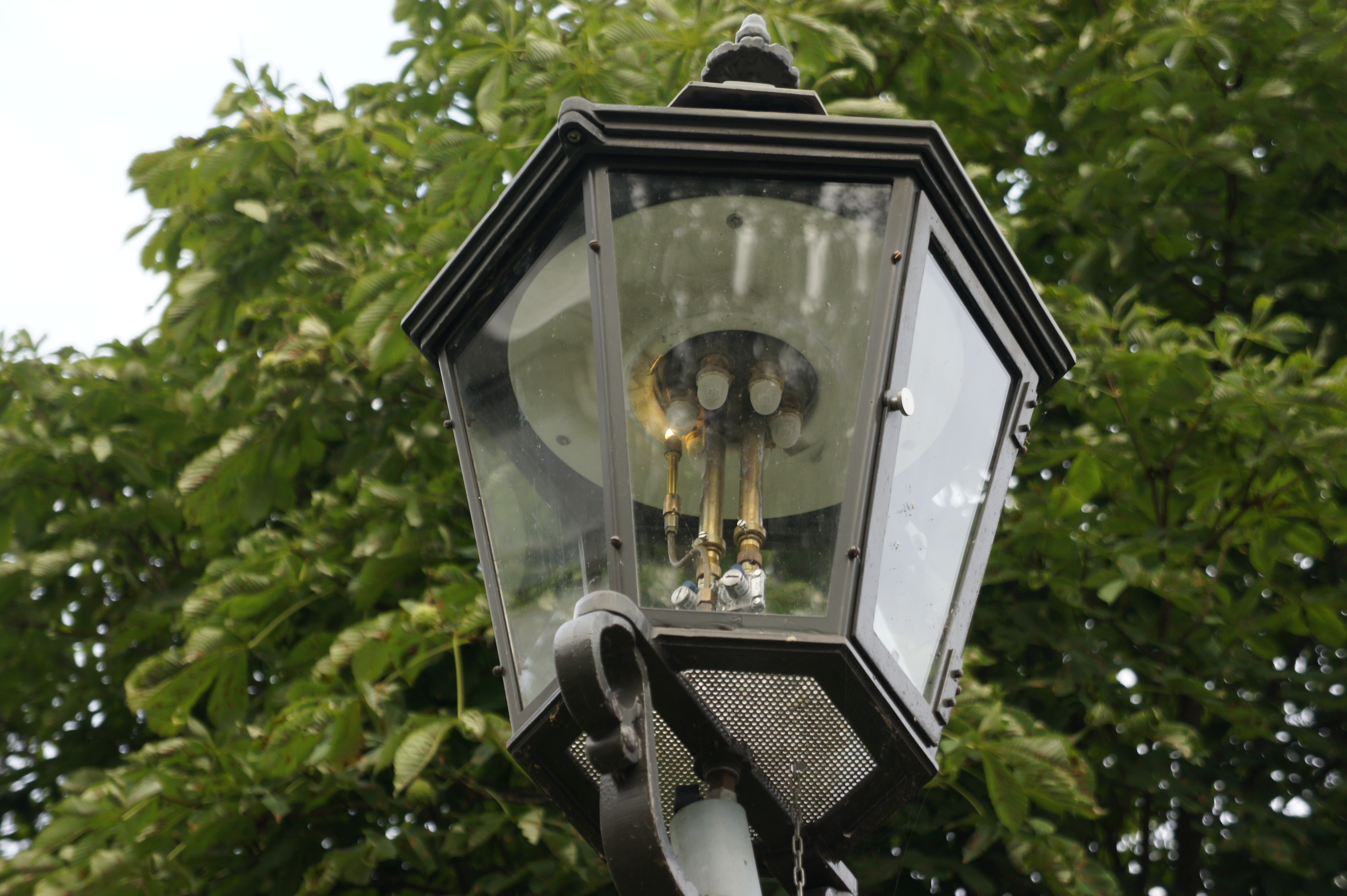
Współczesna lampa gazowa, 08.2011, Rathenow, Niemcy

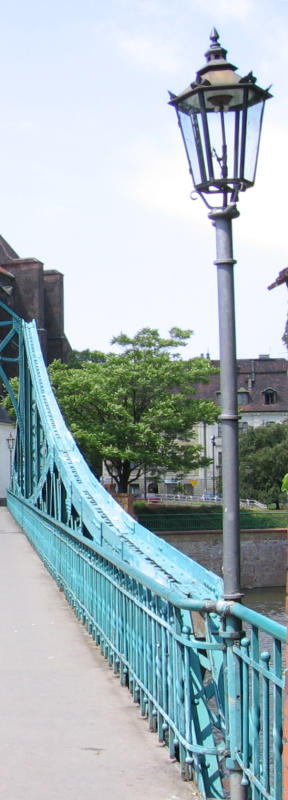
Latarnia gazowa przy Moście Tumskim we Wrocławiu

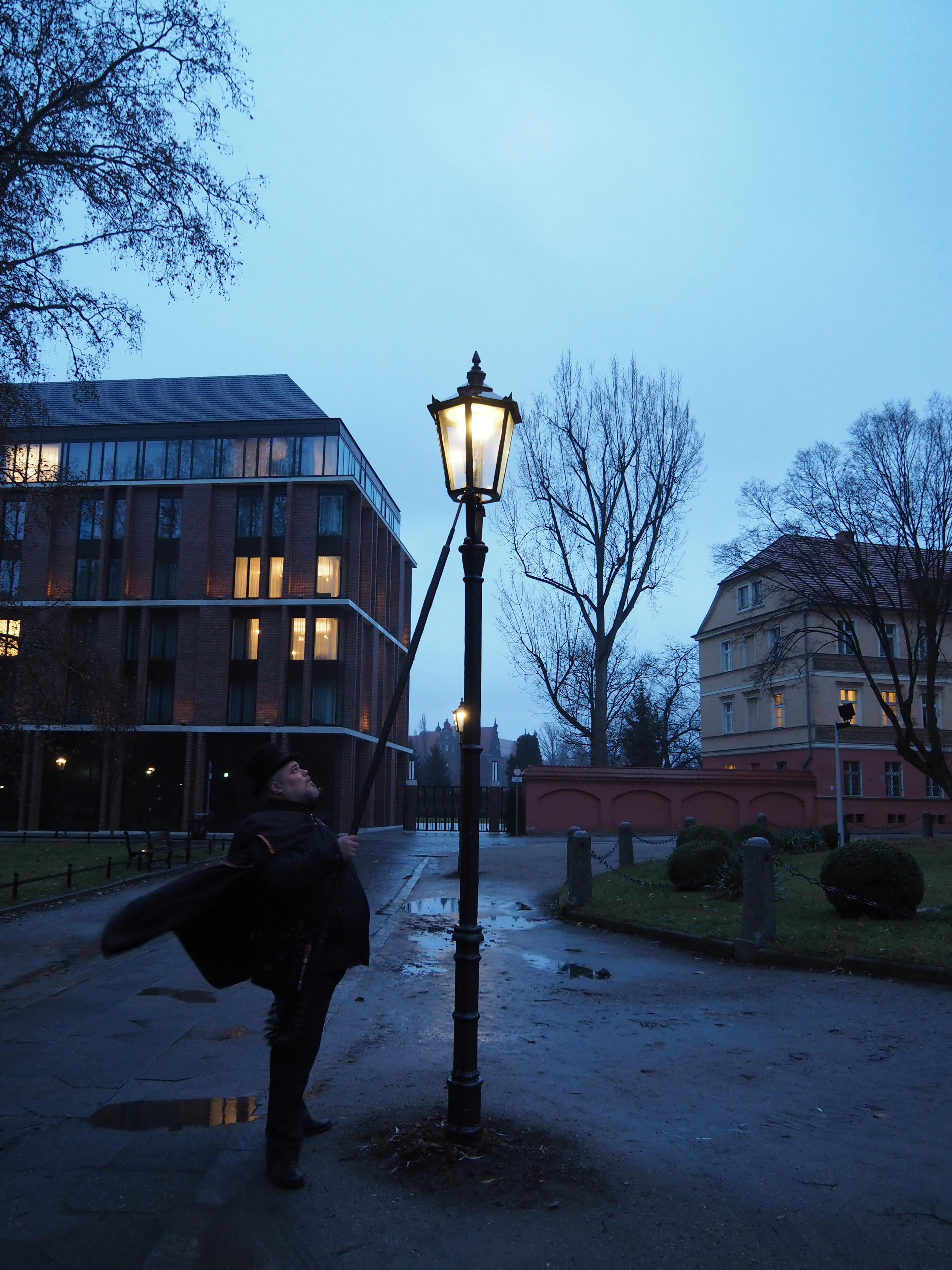
Zapalanie ulicznej lampy gazowej

Lampa gazowa – typ lampy, w której światło uzyskiwane jest poprzez spalanie gazu. Emitowanie światła w lampie gazowej zachodzi dzięki rozżarzonym cząsteczkom węgla w płomieniu lub poprzez wykorzystanie żarnik w postaci koszulki Auera.
Lampy gazowe były stosowane w XIX wieku w Europie i Ameryce Południowej jako oświetlenie miejsc publicznych. Ze względu na konieczność doprowadzania gazu nie przyjęły się jako oświetlenie domów mieszkalnych.
Pierwszą lampę gazową zastosował (do oświetlenia mieszkania) Szkot William Murdoch w 1792 r. Była to rurka metalowa, u wylotu której spalał się gaz. Miejskie oświetlenie gazowe rozbłysło po raz pierwszy w 1809 r. w Londynie, a następnie w Paryżu (1819).
Na dzisiejszych ziemiach polskich pierwsza lampa gazowa została użyta pokazowo w Krakowie w 1830 r., następnie zaś we wrocławskiej restauracji „Złota Gęś” w 1843 r. W Warszawie i Krakowie nowoczesne oświetlenie gazowe zainstalowano na stałe w 1856 roku, gdy koncesję otrzymało Niemieckie Kontynentalne Towarzystwo z Dessau, a w Toruniu w 1859 roku. W 1882 w Warszawie na 400 000 mieszkańców było ok. 2000 latarni gazowych, mniej niż w 250-tysięcznym Wrocławiu, gdzie znajdowały się 3832 latarnie. W tym czasie w Berlinie było ich wówczas 12 771, a w Paryżu 43 089 sztuk.
W Polsce oświetlenie gazowe było stosowane masowo w kilkudziesięciu miejscowościach. Z czasem oświetlenie gazowe zostało zastąpione przez oświetlenie elektryczne. Bywa stosowane w postaci lamp turystycznych na gaz płynny (propan, butan, metan).
Spotyka się także lampy zabytkowe, jako atrakcja zabytkowych hoteli, pałaców, czy też pozostawione ze względów historycznych w wybranych miejscach jako oświetlenie miejskie.

## Czynne latarnie gazowe
W Polsce zabytkowe oświetlenie gazowe (czynne) spotkać można:
- Warszawa (obecnie czynnych około 240 latarni gazowych):
  - Śródmieście: wzdłuż ulicy Agrykola (oświetlona w całości instalacją gazową) – 35 sztuk
  - Śródmieście: przy skrzyżowaniu alei Szucha 9 i ul. Emila Zoli (3 sprawne lampy)
  - Bielany: 64 sztuki – rejon placu Konfederacji, ul. Płatnicza, Granowska, Szaflarska, Cegłowska
  - Śródmieście: Powiśle, ul. Jezierskiego – 8 sztuk, latarnie typu Grezin
  - Śródmieście: Nowe Miasto – przy figurze NMP, kościół Nawiedzenia NMP w Warszawie – 2 sztuki[4]
  - Mokotów: Sadyba – ul. Orężna – 31 sztuk, Kąkolewska – 13 sztuk, Godebskiego – 11 sztuk, Jodłowa – 13 sztuk, Skwer Starszych Panów – 12 sztuk
  - Wilanów – ulica Kostki-Potockiego – 11 sztuk typ TML
  - Śródmieście: ul. Srebrna 12, przed Muzeum Woli – 2 sztuki
  - Wola: ul. Kasprzaka dawny teren Gazowni Warszawskiej, przed siedzibą firmy Budgaz – 15 sztuk, przed Muzeum Gazownictwa – 6 sztuk, ul. Nakielska na terenie firmy Gazownia Serwis – 10 sztuk na dwóch kandelabrach 5-ramiennych
- Kraków:
  - oświetlenie gazowe znajduje się pod Sukiennicami
  - lampa przy budynku gazowni, ul. Gazowa 16
- Wrocław:
  - oświetlenie przy Moście Tumskim
  - 103 lampy na terenie Ostrowa Tumskiego
- Poznań:
  - ul. Paderewskiego (ul. Nowa)
  - ul. Grobla / Skwer Łukasiewicza (latarnia odtworzona w 2003 z wykorzystaniem oryginalnego słupa, pod nią pomnik latarnika)
- Olsztyn: fosa koło zamku (2 latarnie)
- Elbląg: budynek Sądu Okręgowego przy Placu Konstytucji
- Książ Wielkopolski: przy Rynku
- Gorzów Wielkopolski
- Nowe Miasto nad Wartą (2 latarnie)
- Łódź ul Targowa 18, niedaleko Tuwima dwie latarnie przy bramie starej gazowni
- Paczków Muzeum Gazownictwa w Paczkowie latarnie gazowe oświetlające teren muzeum (9 sztuk)
- Puck (naprzeciwko urzędu miasta) ulica 1 Maja
- Jastarnia naprzeciwko urzędu miasta (2 sztuki)

Zestawienie największych w Polsce skupisk czynnych latarni gazowych w 2022 roku:
1. Stara Sadyba, Warszawa – 121 sztuk
2. Ostrów Tumski, Wrocław – 99 sztuk
3. Bielany, Warszawa – 64 sztuki
4. ul. Agrykola, Warszawa oraz Park kulturowy Miasto Tkaczy, Zgierz – po 35 sztuk
5. Muzeum Gazowni Warszawskiej, ul. Kasprzaka 25, Warszawa – 14 sztuk
6. ul. Kostki Potockiego, Warszawa – 11 sztuk
7. Muzeum Gazownictwa, Paczków – 9 sztuk
8. ul. Jezierskiego, Warszawa – 8 sztuk